# مالی درنوواتس
مالی درنوواتس (به صربی: Mali Drenovac) یک منطقهٔ مسکونی در صربستان است که در الکسیناتس واقع شده‌است.